# Henry Cornelius
Henry Owen Cornelius  (Ciutat del Cap, Sud-àfrica, 18 d'agost de 1913 − Londres, Anglaterra, Regne Unit, 2 de maig de 1958) va ser un director de cinema, muntador, productor i guionista britànic.
Nascut Sud-àfrica amb el nom Ott-Heinz Cornelius, es traslladà a Alemanya per ser alumne de Max Reinhardt a Berlín. Després es va exiliar a la Gran Bretanya amb l'arribada al poder de Hitler.
Henry Cornelius va formar part, amb Robert Hamer, Alexander Mackendrick, Charles Crichton i alguns altres, de l'escola del cinema britànic que va donar les seves millors pel·lícules d'humor negre. Va conèixer la seva hora de glòria amb Passeport to Pimlico i La Geneviève, una deliciosa comèdia una mica oblidada.

## Filmografia

### Com a director
- 1949: Passport to Pimlico
- 1951: The Galloping Major
- 1953: La Geneviève (Genevieve)
- 1955: I am a camera
- 1958: Next to no Time

### com muntador
- 1936: Men Are Not Gods de Walter Reisch
- 1936: Forget Me Not de Zoltan Korda
- 1938: Rebel·lió a l'Índia (The Drum) de Zoltan Korda
- 1939: Les quatre plomes (The Four Feathers) de Zoltan Korda
- 1939: The Lion has Wings de Michael Powell, Adrian Brunel i Brian Desmond Hurst

### Com a productor
- 1945: Painted Boats de Charles Crichton
- 1947: Hue and Cry de Charles Crichton
- 1947: It's Always Rains on Sunday de Robert Hamer
- 1953: La Geneviève

### com guionista
- 1947: It's Always Rains on Sunday
- 1951: The Galloping Major
- 1958: Next no to Time